# Nils Dacke
Nils Dacke (død 1543) var en smålandsk storbonde, der var leder af bondeopstanden Dackefejden i det sydlige Sverige i 1542-43. Opstanden var mod den svenske kong Gustav Vasa og var den mest omfattende og alvorlige borgerkrig i Sveriges historie. Kongen var nær blevet væltet.
Gustav Vasa var kommet til magten i spidsen for en bondehær i 1523. Han havde fastslået Sveriges uafhængighed fra Danmark (se Kalmarunionen) og gjort protestantismen til statsreligion. Småland lå på grænsen mellem Sverige og Danmark og var hårdt ramt af Gustav Vasas forbud mod grænsehandel. Desuden førte den hårdhændede måde, som kirken blev reformeret på, og det stigende skattetryk til megen utilfredshed blandt de fattige bønder. Allerede i 1536 blev Nils Dacke dømt ved en lokal domstol for at have slået kongens foged ihjel; ifølge dommen fik han en bøde på ti okser.
Oprøret begyndte i juni 1542 med mord på flere fogeder og skatteopkrævere. Gustav Vasa undervurderede bøndernes militære evner og sendte sine tyske lejesoldater for at slå oprøret ned. Landsknægtene var dog uvant med kampe i de uvejsomme skove og led store tab. Dacke havde udtænkt defensiv taktik, der gjorde det muligt for bønderne at anvende deres armbrøster af stål med stor effekt. Dackes succes var med til at sprede oprøret til det sydlige Vestre og Østre Gøtaland. Situationen var så alvorlig, at kongen var tvunget til at indlede fredsforhandlinger, og den 8. november blev en etårig våbenhvile underskrevet. Under våbenhvilen var Dacke de facto-leder af det sydlige Sverige; han afslog tilbud om støtte fra de tyske hertuger Albrecht af Mecklenburg og Frederik af Pfalz. Han genindførte den katolske kirke og genåbnede grænsehandlen i de områder, der var under hans kontrol.
I januar 1543 brød kongen våbenhvilen og sendte en ny og større hær ind i det oprørske område. Der var blevet propaganderet til fordel for kongen for at få befolkningen over på hans side. Nils Dacke selv var blevet overmodig efter sine successer og mødte i marts kongens hær i et bravallaslag. De uddannede soldater, der nu kæmpende på deres egne betingelser, knuste bondehæren, og Dacke blev alvorligt såret. Efter nederlaget var oprøret stort set slut, og Dacke blev fredløs. Han blev skudt og dræbt i 1543 på grænsen mellem Småland og Blekinge (og Sverige og Danmark) under et forsøg på at undslippe kongens lejesoldater. Selv om Dacke ikke blev henrettet, blev hans lig skåret i stykker og dele fremvist på steder, som havde støttet ham under oprøret; blandt andet blev hans hoved placeret på en pæl på galgebakken i Kalmar. Gustav Vasa beordrede udslettelse af hele Dackes familie, men var mildere mod dem, der havde overgivet sig. Dermed var det svenske rige igen samlet.
Som følge af krigen blev kongen mere forsigtig, når han havde med sine undersåtter at gøre. Afhængigheden af udenlandske lejesoldater blev nedtonet til fordel for soldater af svensk herkomst (mange blev rekrutteret i Småland). Det blev fundamentet for Sveriges militære succeser.